# Julie Demers
Julie Demers est une écrivaine québécoise née en 1987.

## Biographie
Formée en arts et lettres au Cégep de Drummondville, puis en études cinématographiques à l'Université de Montréal, Julie Demers a été membre de l'Union des écrivaines et des écrivains québécois, de la Fédération internationale de la presse cinématographique et de l'Association québécoise des critiques de cinéma.
En plus d'avoir travaillé pour l'organisme Québec Cinéma, elle a été rédactrice pour Séquences (revue). Elle a fait paraître différents textes dans Spirale (Québec) et Le Devoir, entre autres. Son premier roman, Barbe, est écrit entièrement en minuscules et relate l'histoire d'une jeune fille à barbe qui s'exile dans la forêt gaspésienne au cours des années 1940. Son côté poétique,,, et ses réflexions sur la sauvagerie, ont été soulignés à maintes reprises par la critique.

## Roman
- Barbe, Montréal, Éditions Héliotrope, 2015.

- - anglais : Little Beast, par Rhonda Mullins, Toronto, Coach House, 2018.

## Distinctions
- Finaliste au Grand prix littéraire Archambault, 2016[16]
- Finaliste à la Biennale littéraire, Les Cèdres (Québec), 2016[17]
- Œuvre présélectionnée au Festival du Premier roman de Chambéry, 2015[18]
- Finaliste au Prix du Conseil des arts et des lettres du Québec, œuvre de la relève à Montréal, 2016[19]
- Finaliste au Prix du Gouverneur général : traduction du français vers l'anglais pour Little Beast (trad. par R. Mullins), 2018[20]
- Oeuvre nommée aux Relit Awards, 2019 [21]

## Études universitaires de l'œuvre
- Madhur Anand (Université Guelph), « This is not a Simulation », Literary Review of Canada, mai 2018[22]
- Hans-Jürgen Greif (Université Laval), « Blanc dehors, Chemins, Barbe », Frontières, 5 février 2018[23]
- Fanie Demeule (Université du Québec à Montréal), « Nomade de nature : déconstruction des identités binaires selon un modèle post-moderne dans Barbe (2015) de Julie Demers », colloque international « Masculin/Féminin. La performativité du genre dans la littérature québécoise depuis la Révolution tranquille », Université Simon Fraser, Vancouver, 17 mars 2017[24]
- Fanie Demeule, « Nomade de nature : déconstruction des identités binaires selon un modèle post-moderne dans Barbe (2015) de Julie Demers », Études francophones, University of Louisiana at Lafayette, vol. 29, automne 2018, disponible en ligne[25]
- Philippe St-Germain, « Capillaire (chapitre) », dans Kaléidoscorps. Sur quelques métamorphoses corporelles dans la littérature québécoise, Montréal, L'instant même, 2019.